# アルティ・エ・メスティエリ
アルティ・エ・メスティエリ (Arti & Mestieri)は、イタリア北部トリノ出身のプログレッシブ・ロック、ジャズ・ロック・バンド。
その音楽はイタリアン・プログレッシブ・ロックの神髄といえるものだが、核となるのはジャズ・ロックであり、地中海音楽特有のエッセンスと、アングロ・サクソン・ミュージックにはない独特のメロディーやハーモニー、リズム感覚が際立っており、イタリアン・ジャズ・ロック/プログレの最高峰とも国際的に評価を受けている。

## 経歴
1973年、イル・ソーニョ・ディ・アルキメデ（Il Sogno Di Archimede)というバンドにいたジジ・ヴェネゴーニ (ギター)、ジョヴァンニ・ヴィリアール(ヴァイオリン、ボーカル)、アルトゥーロ・ヴィターレ(サックス、フルート)、マルコ・ガレージ(ベース)の地元でのコンサートへ、ウノ・ムンド（Uno Mundo)のギタリストで知り合いだったジョルジオ・トニンの招待で、当時すでにトリップ (The Trip)のドラマーとしてプロ・デビューを果たしていたフリオ・キリコ(ドラムス)が観に行ったことが発端で、5名は音楽的に意気投合し、新しいバンドを結成することになった。当時すでにジジ・ヴェネゴーニとジョヴァンニ・ヴィリアールとで実験的に録音していた”Gravita’ 9.81”と”Strips”のアコースティック・ヴァージョンによる音源を聴いたフリオ・キリコは、これらの演奏をデモ・テープに録音して、交流のあったイタリア音楽界の名プロモーター兼マネジャーのフランコ・マモーネに直接渡した。バンドの独創的な音楽と類いまれない資質を見抜いたマモーネは新しいバンドとしての正式な結成とデビューを即決する。まもなく、そこにイ・ミスティチというローカル・バンドのオルガニストだったベッペ・クロヴェッラがキーボード奏者として加わり、アルティ・エ・メスティエリの母体ができあがった。当初、バンドはアルトゥーロ・ヴィターレと、バンドのグラフィック面でのヴィジュアル・プロデューサーでサウンド・エンジニアでもあったラファエッロ・パルマの提案で単に「アルティ」と呼んでおり、1974年6月にイタリアのウッドストックと呼ばれたフェスティヴァル・デル・プロレタリアート・ジョヴァニーレにアルティ名義でプロ・デビューを果たしてほどなくしてプレミアータ・フォルネリア・マルコーニやアレアとともにイタリア・ツアーを開始。その後、クランプス・レコードと契約した際に、代表のジャンニ・サッシの提案によりアルティ・エ・メスティエリと改名した。1974年、バンドはアルバム『ティルト』(Tilt)でレコード・デビューを果たし、その並外れた演奏技術力とメロディアスな音楽は、イタリア音楽界ならず世界中に衝撃を与えた (日本でもレコードはリリースされた)。
この年、ジェントル・ジャイアントとのイタリア・ツアー後、パルコ・ランブロ・フェスティヴァルの参加を経て、セカンド・アルバムとなる『明日へのワルツ』(Giro Di Valzer Per Domani)を1975年に発表。この作品は、バンドの特徴である音楽的な姿勢は前作『ティルト』と同じものの、専任のボーカリストとして元プロセッションのジャンフランコ・ガザが加入したことにより、ボーカル曲としてのクオリティの高い曲が含まれていることでも注目されたほか、アルバム全体の楽曲の構成やアレンジメントなどが充分に練られて密度の濃い作品として仕上がっており、『ティルト』と並んでバンドの音楽史を語る上で重要な一枚と位置づけられている。この年、アレアとのツアー後、イギリスのマンティコア・レーベル（エマーソン・レイク・アンド・パーマーが設立したレーベル）との契約にこぎ着けるが、マネージメントの問題でリリースには至らなかった。この間、ジジ・ヴェネゴーニとベッペ・クロヴェッラがバンドから一時的に離れた。
4年後の1979年、フリオ・キリコが中心となってレコーディングしたマテリアルをクランプス側がアルティ・エ・メスティエリ名義でリリースすることを提案、サード・アルバムとして『クイント・スタト』(Quinto Stato)を発表。メンバーはフリオ・キリコ（ドラム、パーカッション）、ZaberやErrata Corrigeで活躍していたマルコ・チミーノ（キーボード）、マルコ・ガレージ（ベース）、クラウディオ・モンタフィア（ギター）、イタリア人トランペット奏者としてすでに世界的に名声を博していたフラヴィオ・ボルトロ（トランペット）、アルトゥーロ・ヴィターレ（木管楽器）、ルディ・パッスエッロ（ボーカル）の編成で、以降フリオ・キリコが中心となってアウグスタより1983年に『アクアリオ』(Aquario)、1985年には『チルドレンズ・ブルース』(Children’s Blues)と、完全なジャズ、フュージョン・アルバムを発表するものの、イタリア国内でのライブ活動を除く公のレコード・リリースはその後一旦休止状態になる。
それから約15年後の1999年、オリジナル・メンバーのフリオ・キリコ（ドラムス）、ジジ・ヴェネゴーニ（ギター）、マルコ・ガレージ（ベース）、ベッペ・クロヴェッラ（キーボード）の4人を中心に復活を遂げ、2000年にスタジオ・レコーディング・アルバムとして通算6枚目となる『ムラレス』(Murales)をベッペ・クロヴェラ代表のエレクトロマンティック・レコードよりリリースした。以降、フリオ・キリコとベッペ・クロヴェラの2人を中心にバンド活動を継続、ジジ・ヴェネゴーニを含む多数のミュージシャンの交代を繰り返しながらイタリア国内はもとより海外での著名なプログレッシブ・ロック・フェスティヴァルに多数出演。2003年にアメリカのプログ・デイ (ProgDay)、2005年にメキシコのバヤ・プログ (BajaProg)に参加、そして『エストラッツィオニ』(Estrazioni)を引っさげて初来日公演を達成、その公演を収録した日伊共同制作によるライブ・アルバム『ファースト・ライヴ・イン・ジャパン』(First Live In Japan)が2006年にリリースされた。同年、メキシコのバヤ・プログにヘッドライナーとして2年連続で再出演を果たし、2008年にはヴェローナ・プログ・フェス (Verona ProgFest)に出演、2010年にはフランスのプログ・スッド(Prog’Sud)、そしてロック・イン・ウンブリア (Rock in Umbria)に出演した。また、2011年に地元トリノのトラフィック (traffic)にアレアと同じく出演、また同年日本で開催された「イタリアン・プログレッシヴ・ロック・フェスティヴァル」に出演し2度目の来日を果たした。そこでのパフォーマンスは『ザ・ライヴ』(The Live) CD&DVDとして2013年にリリースされている。2013年にはポルトガルのゴウヴェイア・アート・ロック(Gouveia Art Rock)に出演した。
そして2015年、『ティルト』リリースから40年、結成40周年記念として通算7枚目となるオール・スタジオ・レコーディングによるコンセプト・アルバム『ウニヴェルシ・パラレリ』(Universi Paralleli)を制作した。このアルバムは、『ティルト』制作時と同様に、ミュージック・プロデューサーにジジ・ヴェネゴーニ、アーティスティック・ディレクターにフリオ・キリコを配し、ゲストには30年ぶりに復帰したアルトゥーロ・ヴィターレ(サックス)が参加、特別ゲストにキング・クリムゾンのメル・コリンズ（サックス）をフィーチャーしたもので、日本では2015年6月にキングレコードからリリースされ、同年翌月に開催された日本における「ザ・ベスト・オブ・イタリアン・ロック」での単独公演では3度目の来日として異例の3時間超ステージを行った。日本のメディアに「イタリアン・プログレッシヴ・ロック史上現役最高のバンド」とも評された『ウニヴェルシ・パラレリ』は本国イタリアではクランプス（ソニー・ミュージック・イタリア傘下）から9月にリリースされ、同年11月に開催されたXVIIIモンカリエリ・ジャズ・フェスティヴァル (Moncalieri Jazz Festival)でのソールド・アウト公演は大好評を博した。
2019年5月、ジャズ・ロック・レジェンズVol.1に出演するため4度目の来日を果たした。

## バンド名の意味
「アルティ・エ・メスティエリ (Arti&Mestieri)」とはイタリア語で「芸術家と職人」という意味。イタリア語発音では「Arti e Mestieri」とも表記される。音楽関連サイト上では「Arti e Mestieri」と表記されている場合もある。

## ディスコグラフィ

### スタジオ・アルバム
- 『ティルト』 - Tilt (immagini per un orecchio) (1974年)
- 『明日へのワルツ』 - Giro di valzer per domani (1975年)
- 『クイント・スタート』 - Quinto stato (1979年)
- 『アクアリオ』 - Acquario (1983年)
- 『チルドレンズ・ブルーズ』 - Children's blues (1985年)
- 『ムラレス』 - Murales (2000年)
- 『アルティコレツィオーネ』 - Articollezione (2002年)
- 『プログデイ』 - Prog Day (2003年)
- 『エストラツィオーニ』 - Estrazioni (2004年)
- 『ウニヴェルシ・パラレリ』 - Universi Paralleli (2015年)

### ライブ・アルバム
- 『ライヴ 1974-2000』 - Live 1974/2000 (2003年)
- 『ファースト・ライヴ・イン・ジャパン』 - First Live In Japan (2006年)
- 『ザ・ライヴ』 - The Live (2013年)
- 『ライヴ・イン・ジャパン　ザ・ベスト・オブ・イタリアン・ロック』 - Live In Japan The Best Of Italian Rock (2017年)
- 『ジャズ・ロック・レジェンズ　ライヴ・イン・ジャパン』 - JAZZ ROCK LEGENDS Live In Japan (2020年)